# مايك جاكسون (رجل أعمال)
مايك جاكسون (بالإنجليزية: Mike Jackson)‏ هو شخصية أعمال أمريكي، ولد في 7 فبراير 1949 في فيلادلفيا في الولايات المتحدة.